# Paul Drude
Paul Karl Ludwig Drude (Braunschweig, 1863. július 12. – Berlin, 1906. július 5.) német fizikus főként az optika területére specializálta munkásságát.
Alapvető tankönyvet írt, melyben integrálta az optikát a Maxwell-egyenletek elektromágneses elméletével.

## Tanulmányai
Drude édesapja orvos volt Braunschweigben. Egyetemi tanulmányait Göttingenben végezte el. Matematikát, majd fizikát tanult az egyetemen. Disszertációját 1887-ben fejezte be, témája a kristályokban történő fényvisszaverődés és elhajlás.

## Életút
1894-ben Drude rendkívüli professzor lett a Lipcsei Egyetemen. Ebben az évben megnősült, összesen négy gyermeke született. 1900-ban a tekintélyes Annalen der Physik tudományos folyóirat szerkesztője lett. 1901-1905 között a Giesseni Egyetem fizika professzora volt. 1905-ben a Berlini Egyetem Fizikai Intézetének igazgatója lett. 1906-ban, pályája csúcsán, a Porosz Tudományos Akadémia tagja lett. Néhány nappal akadémiai székfoglalója után ismeretlen ok miatt öngyilkos lett.

## Munkássága
Drude abban az évben diplomázott, amikor Heinrich Hertz James Clerk Maxwell elektromágneses elméletével kapcsolatos kísérleti eredményeit publikálni kezdte. Szakmai karrierje abban az időben indult, amikor Maxwell elméletei terjedni kezdtek Németországban. Első kísérleteinek témája különböző szilárdtestek optikai állandóinak korábban nem látott pontossággal való meghatározása volt. Munkássága kiterjedt különféle anyagok fizikai szerkezetének és az optikai valamint elektromos állandók kapcsolatának vizsgálatára. 1894-ben mint vezető fizikus, részt vett a „c” állandó bevezetésében, amely a fény vákuumbeli sebességének a szimbóluma.
Lipcsei évei végén felkérték egy optikai tankönyv megírására. A tankönyvet (Lehrbuch der Optik) 1900-ban adták ki. A tankönyv olyan – korábban egymástól távolinak tűnő – témákat érintett, mint az elektromosság és az optika, amit Drude a tudomány történetében való korszakalkotó előrelépésnek nevezett. 1900-ban készült el az úgynevezett Drude-modell, mely az anyagok termikus, optikai és elektromos tulajdonságait magyarázza. A modellt Arnold Sommerfeld és Hans Bethe fizikusok fejlesztették tovább 1933-ban.

## Megbecsülése
- A Hold egyik krátere Drude nevét viseli.
- Berlinben róla nevezték el a szilárdtestek elektronikájával foglalkozó intézetet (Paul-Drude-Institut für Festkörperelektronik).